# ナンガ・パルバット
ナンガ・パルバット（Nanga Parbat ウルドゥー語: ننگا پربت）は、ヒマラヤ山脈のパキスタンギルギット・バルティスタンにある山。標高は8126 mで世界第9位。

## 概要
「ナンガ・パルバット」はウルドゥー語で「裸の山」の意味で、その周囲に高い山がないことに由来する。nangaナンガとは、サンスクリット語でnaked、bareの意である。
南側のルパール壁は標高差4800 mと世界最大の標高差を誇り、また屈指の登攀難壁である（初登攀はラインホルト・メスナーとギュンター・メスナー）。西側のディアミール壁も困難な壁である。南西稜は「マゼノリッジ」と呼ばれ、13 kmの間に7000 m峰を6つ、6000 m峰を2つ含むヒマラヤでも最大級の稜線となっている。
ヘルマン・ブールが1953年7月3日に初登頂するまでにドイツ隊が何度も挑み、多くの遭難者を出したことから「人喰い山」と恐れられた。2013年にブロード・ピークの冬期登頂が達成されたため、冬季登頂が成功していない数少ない8000メートル峰だったが、2016年の2月26日にシモーネ・モロが冬季登頂に成功した。

## 登山史

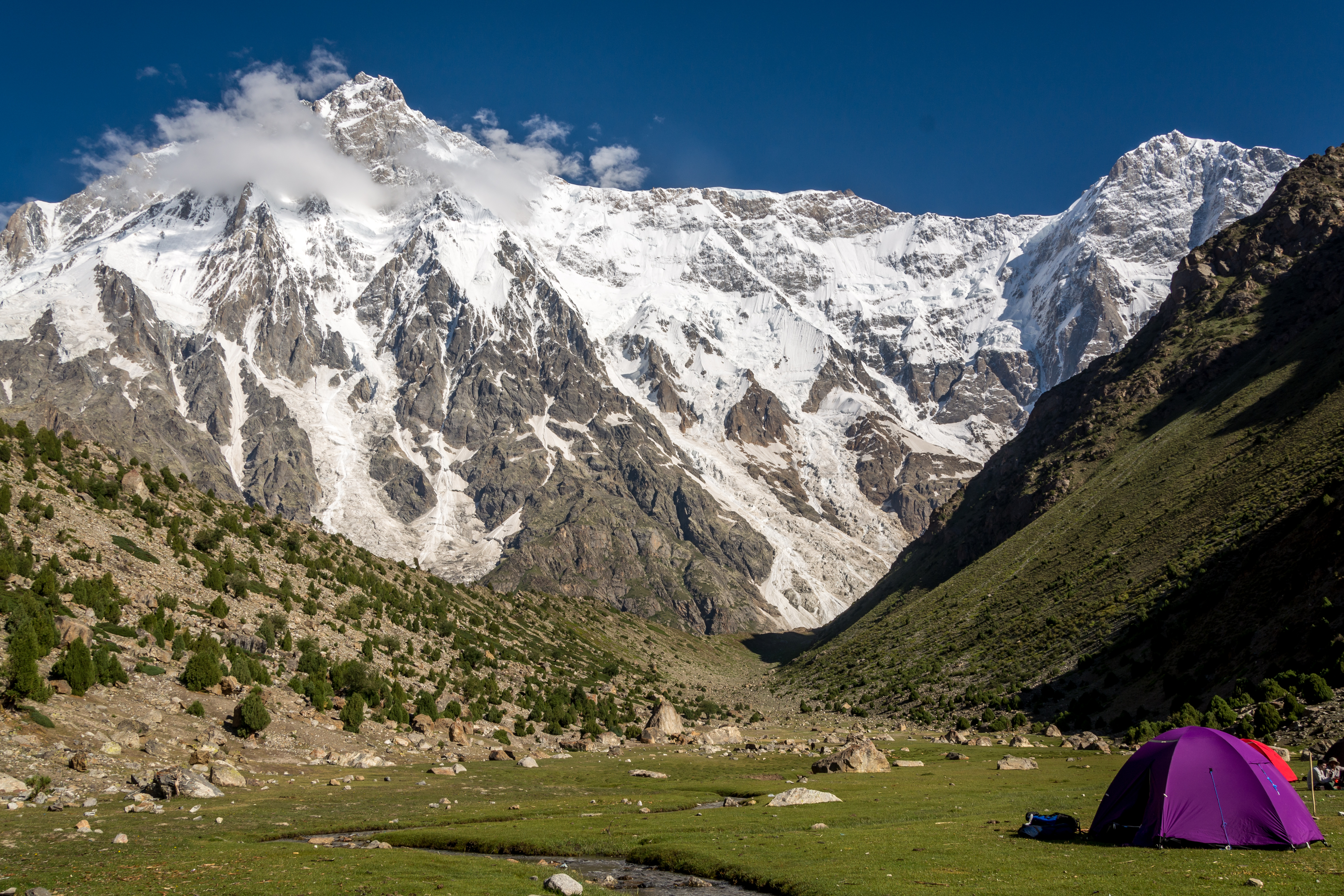
ルパール壁ベースキャンプからの眺め

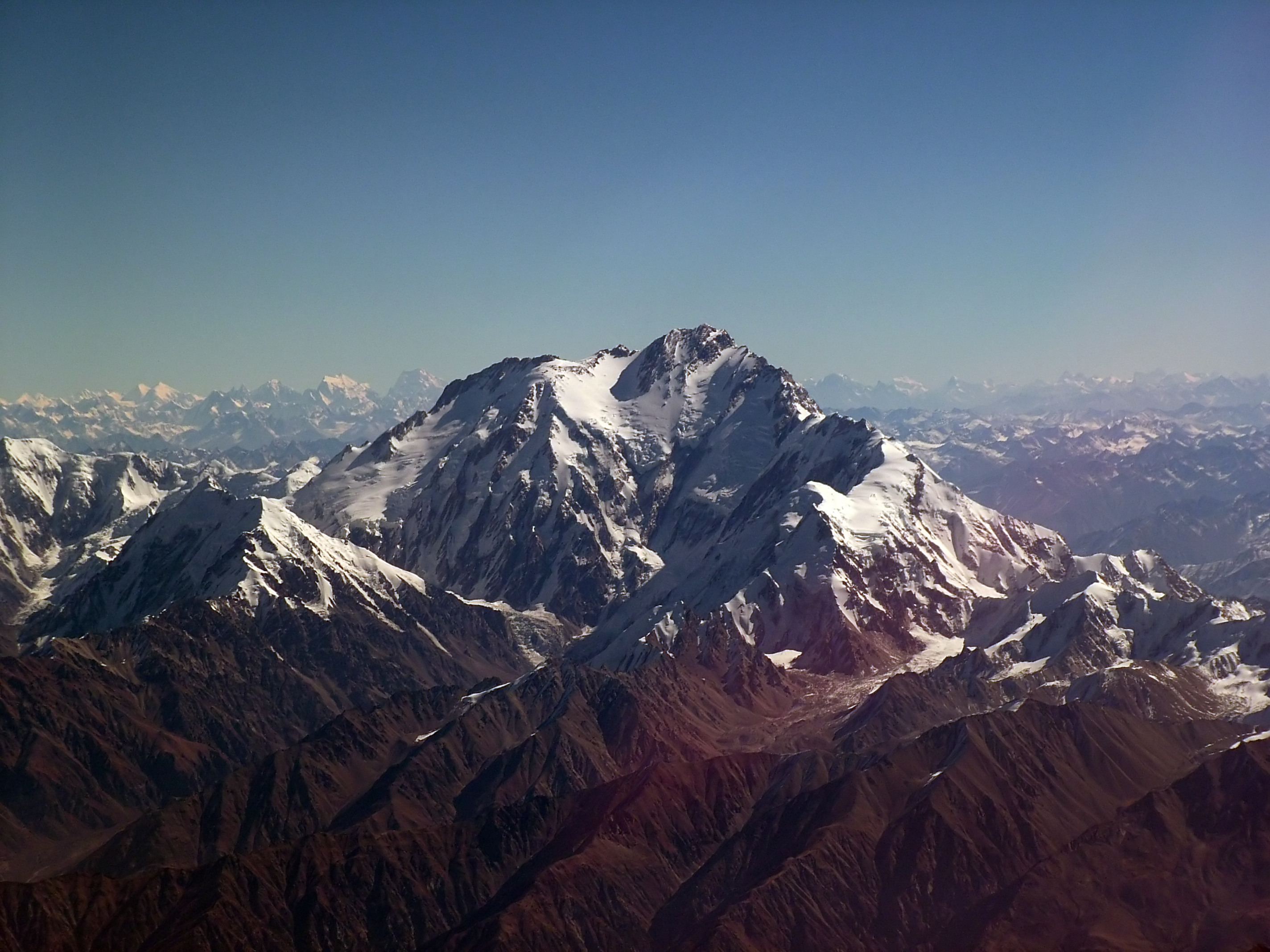
西側からの空撮写真

- 1895年　- イギリスのアルバート・フレデリック・ママリーが試登しディアミール壁から標高6100 m地点まで到達するが、悪天候により下山。北側の別ルートの偵察中8月24日[1]を最後に消息を絶ち行方不明[1]になった。ナンガ・パルバット最初の犠牲者である。
- 1932年 - ウィリー・メルクール（ドイツ語版）やピーター・アッシェンブレンナー（ドイツ語版）らが率いる米独合同の登山隊が北東稜からの登頂に挑むも断念。
- 1934年 - メルクール率いるドイツ隊が北東稜から再度頂上を狙うが、撤退中に悪天候に襲われメルクールを含む9人が死亡（メルクール隊によるナンガ・パルバット遠征（ドイツ語版））。
- 1937年 - 同ルートからカール・ウィーン率いるドイツ隊が挑むが、キャンプ地を雪崩が直撃し、ウィーンを含む16名の死者を出す。
- 1939年 - インドに滞在していたドイツ隊が、第二次世界大戦の勃発でイギリス軍の捕虜となる。後日、ハインリヒ・ハラーを含む一部の隊員が収容所から脱走し、チベットに逃げ込んで終戦まで同地で過ごす。
- 1953年 - ヘルマン・ブールが無酸素で初登頂。第5キャンプ(6850 m)からは単独登攀。山頂にピッケルを残した。ルートは北東稜。
- 1962年 - トニー・キンスホーファーら3人がディアミール壁を初登攀、第二登を果たす。後にこのルートは頂上へ至る標準的なルートとなり、キンスホーファールートと呼ばれる。
- 1970年 - ラインホルト・メスナーとギュンター・メスナーの兄弟がルパール壁初登攀に成功。下山中、ギュンターが雪崩に巻き込まれて死亡。
- 1976年 - ハンス・シェル隊長率いるオーストリア隊の4人がルパール壁の新ルートで登頂に成功。以降シェル・ルートと呼ばれる。
- 1978年 - ラインホルト・メスナーが単独・アルパインスタイルで初登頂。ディアミール壁の新ルート。
- 1983年7月31日[注釈 1] - 富山県山岳連盟登山隊の谷口守、中西紀夫が日本人初登頂（西壁キンスホッファールートから）。
- 1985年7月13日 - イェジ・ククチカ、カルロス・カルソリオらを擁するポーランド、メキシコ合同隊がルパール壁南東ピラー（バツィン柱状岩稜）ルートを完登。
- 1988年7月12日 - 遠藤由加が日本人女性初の無酸素登頂。
- 1990年8月18日 - 川崎市教員登山隊の戸高雅史がシェル・ルートで無酸素登頂。その際に同行メンバー一名が滑落死。
- 1995年7月23日 - 千葉工大山岳部の坂井広志ら3人が北面新ルートを初登攀し登頂に成功。
- 1999年 - 池田壮彦が山頂直下でブールが残置したピッケルを発見し回収。
- 2001年6月30日 - 竹内洋岳がキンスホッファールートで無酸素登頂。
- 2005年9月 - スティーブ・ハウス、ヴィンス・アンダーソンの2人がルパール壁中央側稜をアルパインスタイルで初登攀し登頂に成功。
- 2012年7月 - サンディ・アラン、リック・アレンの2人が初のマゼノリッジ完全縦走による登頂を果たす。
- 2013年6月 - 武装集団がベースキャンプを襲撃し、外国人登山者10人と現地人ガイド1人が死亡[2]。パキスタン・ターリバーン運動が犯行声明を出す[3]。
- 2016年2月26日 - シモーネ・モロ（イタリア）ら3人が冬季初登頂[4]。
- 2018年1月 - エリザベート・レボル、トマシュ・マツキェビッチが冬季第二登。エリザベートは女性初の冬季登頂となる。マツキェビッチが衰弱していたのですぐに下山を行うも、エリザベートのみが救出される[5]。

## ナンガ・パルバットが登場した作品
- 「セブン・イヤーズ・イン・チベット」 - ハインリヒ・ハラーの「チベットの七年」を映画化。
- 「ヒマラヤ　運命の山」 - 2010年のドイツ映画で、1970年にルバール壁の初登攀を成し遂げたメスナー兄弟の栄光と悲劇を描く。
- 「孤高の人」（漫画） - 作中で主人公が登頂を目指す。
- 「大岩壁」- 笹本稜平（2016年5月 文藝春秋 / 2019年5月 文春文庫）
- 「しずかの山」（漫画）- 松本剛 - 主人公がテロリストとともに登攀する。